# Мышца, опускающая перегородку носа
Мышца, опускающая перегородку носа (лат. Musculus depressor septi nasi) начинается от альвеолярного возвышения верхнего медиального резца, а также частично принимает в свой состав пучки круговой мышцы рта. Прикрепляется к нижней поверхности хряща перегородки носа.

## Функция
Опускает хрящевую часть носовой перегородки книзу.